# Lijst van burgemeesters van Diemen
Dit is een lijst van burgemeesters van de Nederlandse gemeente Diemen in de provincie Noord-Holland.
| Ambtsperiode                      | Naam burgemeester                          | Partij of stroming | Bijzonderheden                                   | Bijzonderheden |
| --------------------------------- | ------------------------------------------ | ------------------ | ------------------------------------------------ | -------------- |
| 1817 - 1853                       | mr. Jacobus Philippus van Medenbach Wakker |                    | schout/ burgemeester, tevens van Watergraafsmeer |                |
| 1853 - 1859                       | mr. P.H. Geraerds Thesingh                 |                    | tevens burgemeester van Watergraafsmeer          |                |
| 1859 - 1861                       | J. Valk Jz.                                |                    | tevens burgemeester van Watergraafsmeer          |                |
| 1 oktober 1861 - 1882             | Andreas Leonard van Tienen                 |                    | tevens burgemeester van Watergraafsmeer          |                |
| 1882 - 1883                       | jhr. François van den Bosch                |                    |                                                  |                |
| 1883 - 1886                       | W.K.L. van Walree                          |                    |                                                  |                |
| 1886 - 1893                       | W.H. toe Water                             |                    |                                                  |                |
| 1893 - 1902                       | J.H. de Kieviet                            |                    |                                                  |                |
| 1903 - 1925                       | Jhr. Edward William Estien Bicker          |                    |                                                  |                |
| 1925 - 1937                       | A.J. de Wolff                              |                    |                                                  |                |
| 1937 - 1946                       | Jhr. Lodewijk Eduard de Geer van Oudegein  | CHU                |                                                  |                |
| 1947 - 1955                       | Hermannus (H.) Dallinga                    | PvdA               |                                                  |                |
| 1956 - 1984                       | Hans (J.H.) Strumphler Tideman             | PvdA               |                                                  |                |
| 1 juli 1984 - 1 februari 1990     | Anneke (A.) van Dok-van Weele              | PvdA               |                                                  |                |
| 1 november 1990 - 1 november 2002 | Bob (B.) de Hon                            | PvdA               |                                                  |                |
| 1 maart 2003 - 19 mei 2015        | Amy (A.E.) Koopmanschap                    | GroenLinks         | deels waarnemend                                 |                |
| Sinds 19 mei 2015                 | Erik (E.) Boog                             | D66                |                                                  |                |